# オン・マイ・レディオ
『オン・マイ・レディオ』(On My Radio) は、ネオル・デイヴィスが作詞作曲し、イギリスのスカ・グループであるザ・セレクターが演奏した楽曲で、シングル曲。デイヴィスは、もともとこの曲を、ザ・セレクターの結成以前、まだザ・トランスポーズト・メン (The Transposed Men) というバンドのメンバーだった時に書いた。
イギリスで1979年9月28日に2トーン・レコードからリリースされたこの曲は、全英シングルチャートで最高8位まで上昇し、チャートに9週間とどまった。アイルランドなどヨーロッパ各国やオーストラリアでは、クリサリス・レコードのレーベルで1979年のうちに発売され、北アメリカのカナダとアメリカ合衆国では1980年に入ってからシングルがクリサリスからリリースされた。
2008年、オンライン・マガジンの『Freaky Trigger』は、「史上最高の100曲 (The Top 100 Songs of All Time)」の企画において、この曲を44位に入れた.

## トラックリスト
- 7" シングル (CHS TT 4)

1. オン・マイ・レディオ / On My Radio - 3:16
2. トゥ・マッチ・プレッシャー / Too Much Pressure" - 2:47